# 卡利諾韋
48°32′31″N 38°29′54″E / 48.54194°N 38.49833°E
卡利諾韋（烏克蘭語：Калинове）是位於烏克蘭東部的市級鎮，由盧甘斯克州阿爾切夫斯克區的卡迪伊夫卡市镇負責管轄。該鎮距離卡迪伊夫卡12公里，始建於1720年，面積26.33平方公里，2011年人口3,180，人口密度每平方公里120.77人。